# NGC 2215
NGC 2215 (другое обозначение — OCL 550) — рассеянное скопление в созвездии Единорог.
Этот объект входит в число перечисленных в оригинальной редакции «Нового общего каталога».
В различной литературе существует большая неопределенность оценки различных основных параметров этого скопления.